# Политово (Липецкая область)
Политово — посёлок при железнодорожной станции в Данковском районе Липецкой области, административный центр Малинковского сельсовета.

## Географическое положение
Посёлок расположен в 17 км на северо-запад от райцентра города Данков, железнодорожная станция на ветке Лев Толстой — Куликово Поле.

## История
Возник в начале XX века как посёлок при железнодорожной станции на линии Астапово — Волово. Назван по имени деревни Политово, находившейся в 5 км севернее посёлка.
В начале XX века входил в состав Кудрявской волости Данковского уезда Рязанской губернии. 
С 1928 года посёлок входил в состав Покровского сельсовета Берёзовского района Козловского округа Центрально-Чернозёмной области, с 1954 года — в составе Липецкой области, с 1959 года — в составе Данковского района, с 2005 года — центр Малинковского сельсовета.

## Население
| 2010 |
| ---- |
| 299  |

## Инфраструктура
В посёлке имеются средняя общеобразовательная школа (построена в 1974 году), дом культуры, фельдшерско-акушерский пункт, отделение почтовой связи.